# Dicranomyia (Dicranomyia) profunda
Dicranomyia (Dicranomyia) profunda is een tweevleugelige uit de familie steltmuggen (Limoniidae). De soort komt voor in het Nearctisch gebied.